# Айя (регбийный клуб)
«Айя» (груз. სარაგბო კლუბი აია) — грузинский регбийный клуб из Кутаиси. Был основан в 1967 году. Выступает в Биг 10. Один из лидеров чемпионата Грузии по количеству завоеванных медалей.

## История

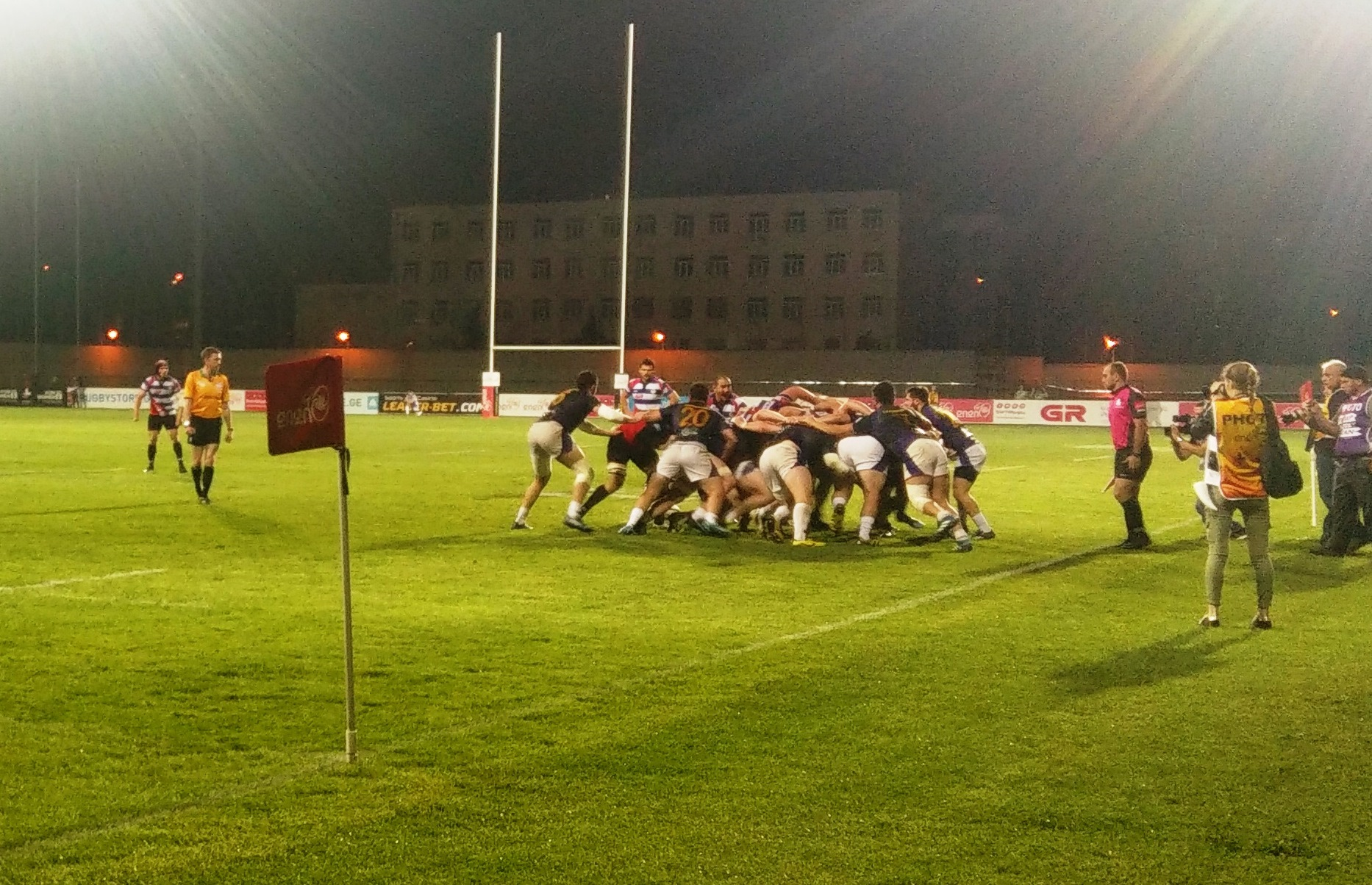
Матч Айя-Локомотив

Клуб «Айя» основан 15 октября 1959 года в городе Кутаиси, название клуба связано с одним из древних названий города Кутаиси. Клуб в Кутаиси был создан на базе кожно-обувной фабрики и инициатором его создания был известный функционер Гиорги Купарадзе. С тех пор клуб сменил множество названий – «Локомотив», «Гантиади», «Домостроительный Комбинат», «Строитель», «Аиси» и «Айя». Регулярно участвовал в чемпионате СССР по регби. Выигрывал чемпионат СССР в сезонах 1987, 1988, 1989.
После распада Советского Союза команда впервые приняла участие в проводимом чемпионате Грузии (в 1990 году). Стала первым чемпионом Грузии в 1991 году. Стала чемпионом Грузии в 1995 году, сезоне 2020/21. Завоевала серебряные медали в сезонах 1992, 1997, 2011, 2017/18. Завоевывала бронзовые медали в сезонах 1993, 2012/13

## Достижения
- Чемпионат Грузии:
  -  Чемпион Грузии: 1991, 1995, 2020/21, 2023/24
  -  Вице-чемпион Грузии: 1992, 1997, 2011, 2017/18
  -  Третье место: 1993, 2012
- Чемпионат СССР:
  -  Чемпион СССР: 1987, 1988, 1989[7].

## Известные игроки
- Дуглас Кавтелашвили
- Мамука Хечикови
- Григорий Цнобиладзе
- Георгий Пруидзе
- Нодар Чеишвили[фр.]
- Сандро Мамамтавришвили[англ.]
- Георгий Нуцубидзе[фр.]
- Мириан Модебадзе[фр.]